# Elhadji Bandeh
Elhadji Bandeh Kandeh (Mataró, Catalunya; 8 de febrer de 1990) és un futbolista professional català, que juga com a davanter al Vilassar.
Nascut a Mataró, de pares gambians, Bandeh va jugar al Llongueras Sant Crist de Badalona, al CF Damm, al CE Europa com a juvenil. El 2009 va debutar amb el sènior del CE Júpiter, a Primera Catalana. Cinc anys després, va fitzar pel FC Martinenc equip de Tercera Divisió. Va marcar 16 gols en 32 partits i va acabar sent el cinquè màxim golejador de la temporada en la seva categoria.
L'1 de juliol de 2015, Bandeh va fitxar per l'AE Prat de la mateixa categoria. Després breu pas pel Cerdanyola FC la temporada següent, el 17 de juliol de 2017 va fitxar per la UE Sant Andreu, amb un contracte d'un any.
El 31 de gener de 2019, es va traslladar a l'estranger per primera vegada en la seva carrera i es va incorporar al club de la Lliga de Futbol grega Karaiskakis.